# Bilhorod-Dnistrovsky
Bilhorod-Dnistrovsky (em ucraniano:  Бі́лгород-Дністро́вський, transl. Bílhorod-Dnistróvskyy; em romeno:  Cetatea Albă; em russo:  Бе́лгород-Днестро́вский, transl. Bélgorod-Dnestróvskiy) é uma cidade da Ucrânia, situada no Oblast de Odessa. Tem 31 km² de área e sua população em 2020 foi estimada em 48.674 habitantes.